# India International 1998
Die India International 1998 im Badminton fanden vom 13. bis zum 17. Juli 1998 statt.

## Sieger und Platzierte
| Disziplin    | Gold                             | Silber                          | Bronze                         |
| ------------ | -------------------------------- | ------------------------------- | ------------------------------ |
| Herreneinzel | Lee Tsuen Seng                   | Yeoh Kay Bin                    | Nikhil Kanetkar                |
| Herreneinzel | Lee Tsuen Seng                   | Yeoh Kay Bin                    | Sachin Ratti                   |
| Dameneinzel  | Aparna Popat                     | Neelima Chowdary                | P. V. V. Lakshmi               |
| Dameneinzel  | Aparna Popat                     | Neelima Chowdary                | Manjusha Kanwar                |
| Herrendoppel | Chan Chong Ming Jeremy Gan       | Jaseel P. Ismail Vincent Lobo   | Markose Bristow George Thomas  |
| Herrendoppel | Chan Chong Ming Jeremy Gan       | Jaseel P. Ismail Vincent Lobo   | Vinod Kumar Roy Mathew         |
| Damendoppel  | Madhumita Bisht P. V. V. Lakshmi | Archana Deodhar Manjusha Kanwar | Sim Sim Salaria Kranti Sane    |
| Damendoppel  | Madhumita Bisht P. V. V. Lakshmi | Archana Deodhar Manjusha Kanwar | Neelima Chowdary Pooja Parekh  |
| Mixed        | Vinod Kumar Madhumita Bisht      | Vincent Lobo P. V. V. Lakshmi   | Harish Chander Archana Deodhar |
| Mixed        | Vinod Kumar Madhumita Bisht      | Vincent Lobo P. V. V. Lakshmi   | Sushant Niddodi Nirmala Kotnis |